# Batalla de Skopie
La batalla de Skopie (en búlgaro: Битката при Скопие; en griego: Μάχη των Σκοπίων) en 1003  (o en 1004 según otra interpretación de fuentes históricas) fue una de las batallas entre el zar búlgaro Samuel y el emperador bizantino Basilio II en la larga lucha entre ellos.
Después de un largo sitio de Vidin, que terminó con la captura de la ciudad, Basilio II condujo su ejército hacia el sur a lo largo del río Morava y llegó a las cercanías de Skopie, donde el ejército búlgaro estaba encabezado por Samuel. El río Vardar separó a los dos ejércitos cuando el emperador encontró un vado y atacó a los búlgaros. El ejército de Samuel se salvó huyendo, dejando su campamento en manos de los bizantinos. La ciudad de Skopie también fue capturada por los bizantinos, pero solo temporalmente. Después de su victoria, Basilio II marchó hacia Sredets, pero en Pernik fue rechazado con grandes pérdidas por el vaivoda búlgaro Krakra y se retiró a sus posesiones en Filipópolis.
Basándose en el relato del cronista bizantino Juan Escilitzes, algunos historiadores creen que después de la batalla de Skopie, el hijo del zar Pedro I, Román, que gobernaba Skopje, se rindió a los bizantinos. Otros asumen que Romano murió en cautiverio bizantino ya en 997, como afirma el autor árabe Yahya de Antioquía.
Una hipótesis separada indica que el rey húngaro Esteban I participó en la conquista de Skopie en 1003 como aliado de los bizantinos. Esta afirmación no es aceptada en todos los estudios históricos, debido a la falta de información definitiva en las fuentes primarias.